# Pamiątkowo
Pamiątkowo – wieś w Polsce położona w województwie wielkopolskim, w powiecie szamotulskim, w gminie Szamotuły.

## Położenie
Wieś położona jest nad Jeziorem Pamiątkowskim, przy trasie kolejowej Poznań Główny – Szczecin Główny i drodze wojewódzkiej nr 184. We wsi znajduje się przystanek kolejowy i Szkoła Podstawowa im. Powstańców Wielkopolskich.

## Demografia
W roku 2021 w Pamiątkowie mieszkały 1284 osoby, z czego 50,4% mieszkańców stanowiły kobiety, a 49,6% mężczyźni.
W okolicy rozciągają się rozległe sady.

## Historia
Miejscowość pierwotnie była związana z Wielkopolską. Istnieje co najmniej od początku XV wieku i ma średniowieczną metrykę. Pierwszy zachowany zapis pochodzi z łacińskiego dokumentu z 1409 gdzie odnotowano ją jako "Pamyathkowo", 1502 "Pamyathcowo", 1483 "Pamyanthkowo", 1513 "Pamyantcowo".
Wieś była początkowo własnością szlachecką należącą do wielkopolskiej szlachty z rodu Szamotulskich oraz Ostrorogów herbu Nałęcz, a także Sobockich, Konieckich. W 1502 leżała w powiecie poznańskim województwa poznańskiego w Koronie Królestwa Polskiego. W 1510 należała do parafii Cerekwica.
Pierwszy zachowany zapis o wsi pochodzi z 1409 i odnotowuje dziedziców pamiątkowskich Dobrogosta i Wincentego z Szamotuł, którzy sprzedali z zastrzeżeniem prawa odkupu klasztorowi dominikanów w Poznaniu czynsz w wysokości 11 grzywien od sumy głównej 110 grzywien na swojej wsi Pamiątkowo.
W latach 1419-1420 Erazm z Naramowic toczył proces z Bartłomiejem kanonikiem poznańskim o sumę 300 grzywien jakie odziedziczył po zmarłej siostrze, mieszczce poznańskiej Katarzynie Storketlowej, ulokowaną w czynszach z Poznania, Gostynia i Pamiątkowa należących do Wincentego z Szamotuł.
W 1502 synowie wojewody poznańskiego Jana  Ostroroga - Wacław oraz Stanisław Ostroróg, sprzedali czynsze na Ostrorogu oraz przyległych wsiach, w tym m.in. na Pamiątkowie Mikołajowi kanonikowi kolegiaty NMP koło katedry poznańskiej 6 złotych od sumy głównej 72 złotych, kapitule tej kolegiaty 16 złotych od sumy 200 złotych, kapitule katedry poznańskiej 50 złotych od sumy 725 złotych, a wikariuszom katedry poznańskiej dwie grzywny i 4 grosze od sumy 25 grzywien. W 1504 braci odnotowano jako dziedziców we wsi. W 1510 nastąpił podział majątku tych braci w wyniku którego Pamiątkowo przypadło Stanisławowi. W 1513 Stanisław Ostroróg zastawił Mikołajowi z Kretkowa wojewodzie brzeskiemu wsie Pamiątkowo, Baworowo oraz Radzyń za 1110 złotych. W 1540 nastąpił kolejny podział majątku Ostrorogów pomiędzy Stanisławem i Jakubem w wyniku którego Pamiętkowo przypadło temu drugiemu. W 1541 Jakub Ostroróg sprzedał wieś za 50 grzywien z zastrzeżeniem prawa odkupu Mikołajowi Sobockiemu. W 1556 Jakub Ostroróg zabezpieczył bratu Stanisławowi dług m.in. na Pamiętkowie.
W źródłach historycznych zachowały się także zapisy o zwykłych mieszkańcach wsi. W 1483 bracia Andrzej Kucz i Paweł Kucz kmiecie pamiątkowscy zobowiązali się zapłacić Mikołajowi prepozytowi św. Ducha pod Poznaniem, niegdyś plebanowi w Radzimiu, 6,5 grzywny za kupioną od niego w tym roku dziesięcinę z Pamiątkowa. W 1495 odnotowany został imiennie Ambroży Czesarzuch kmieć z Pamiątkowa, poddany wojewody brzeskiego Mikołaja z Kretkowa, którego Andrzej Mrowiński pozwał o podpalenie lasu Przebroda w Mrowinie. W 1503 wspomniany został Jakub lub Marcin kmieć pamiątkowski oraz mąż zmarłej Doroty Popowskiej, szlachcianki z Popowa w powiecie poznańskim oraz jej dzieci: szlachcic Mikołaj, Jadwiga, Anna i Barbara; jako ich stryj występuje pracownik Marcin Janisz z Przyborowa, a jako wuj szlachcic Wojciech z Otorowa.
Z 1506 zachował się zapis sądowy ze sprawy natury obyczajowej panny Otylii z Pamiątkowa córki Andrzeja Konopki. Pozwała ona Walentego Stryjcewica z Pamiątkowa, który zapewniał ją wielokrotnie, że tylko ją pragnie za żonę; mówił to nawet dwukrotnie w obecności karczmarza Michała, klęcząc i płacząc; poszedł do jej ojca i poprosił go o jej rękę, na co ojciec się zgodził, uścisnął mu dłoń i prosił, by zawarli ślub w kościele. Otylia wnosiła więc do sądu, by zmusić Walentego do dopełnienia ślubu. Walenty zaprzeczał temu, a jego pełnomocnik oświadczył, że Walenty przed 6 tygodniami zawarł ustnie małżeństwo z pewną Agnieszką z Pamiątkowa i zlecił już zapowiedzi wikariuszowi w Cerekwicy. Karczmarz Michał, który był przeciwny temu małżeństwu, opowiadał natomiast fałszywie o rzekomym wcześniejszym już ślubie Walentego z Otylią. Pracownik Michał Lyx z Krzyszkowa oraz Andrzej Sak z Pamiątkowa ręczyli za Walentego, że nie będzie on szkodził drugiej stronie".
W 1513 woźny sądu ziemskiego zapowiedział na rokach sądowych w Poznaniu, na targach w okolicznych miastach oraz w parafii w Cerekwicy, że chłopom (łac "homines status plebei") z Pamiątkowa nie wolno wkraczać z końmi, bydłem i trzodą na pastwiska wsi Mrowino oraz Przebroda bez zgody tamtejszego dziedzica ani używać nowo powstałych dróg.
Miejscowość odnotowały także historyczne rejestry podatkowe dzięki, którym znamy stosunki własnościowe we wsi. W 1508 miał miejsce pobór we wsi od 21 łanów. W 1510 wieś należała do panów z Ostroroga i miała 23 łanów osiadłych, 7 łanów opuszczonych, z których 5 uprawiali kmiecie płacący za to czynsz dziedzicom, a także dwa łany sołeckie wraz z przyłączonymi dwoma łanami kmiecymi, które zostały obrócone na folwark należący do dziedziców oraz dwie karczmy prowadzące wyszynk. W 1510 wieś Pamiątkowo płaciła dziesięcinę w wiardunku kościołowi w Radzimiu, a kmiecie uprawiający pole zwane "Poświętne" oddawali tam także dziesięcinę snopową. Kmiecie ze wszystkich łanów płacili po 5 groszy kościołowi w Objezierzu, a z sołectwa nie płacili nic. W 1563 miał miejsce pobór od 24 łanów oraz dwóch karczm dzierżawnych. W 1577 pobór z Pamiątkowa zapłaciła Katarzyna z Leszna. W 1580 pobór z Pamiątkowa zapłacił Jan Koniecki od 24 łanów, 4 zagrodników oraz od 1/4 karczmy.
Wieś szlachecka położona była w 1580 roku w powiecie poznańskim województwa poznańskiego w Rzeczypospolitej Obojga Narodów. Wskutek II rozbioru Polski w 1793, miejscowość przeszła pod władanie Prus i jak cała Wielkopolska znalazła się w zaborze pruskim.
W XIX wieku Słownik geograficzny Królestwa Polskiego odnotował także miejscowość pod nazwą "Pamiątkowo". Wśród byłych właścicieli wsi rejestry wymieniają także Jana Konieckiego (w 1580), Nepomucena Dobrzyckiego (w 1793) i rodzinę Bielińskich (ok. 1840). W latach 1845–1908 właścicielem Pamiątkowa był Maksymilian Bniński (1823–1908), a następnie w latach 1909–1939 jego wnuczka, Helena z Morstinów Koczorowska (1886–1966). Pod koniec XIX wieku wieś liczyła 251 mieszkańców w 28 domostwach. Podczas poszukiwań archeologicznych odkryto m.in. grobowce, urny, naczynia gliniane i dwie granitowe siekierki.
W latach 1954–1972 wieś była siedzibą gromady Pamiątkowo.
W latach 1975–1998 miejscowość administracyjnie należała do województwa poznańskiego. W 2011 roku Pamiątkowo liczyło 1247 mieszkańców.

## Urodzeni w miejscowości
Leonard Glabisz (1878-1951) – polski ekonomista, nauczyciel akademicki, dyrektor Wyższej Szkoły Handlowej w Poznaniu.
Ludwik Ratajczak (1909-1940) – nauczyciel w szkole w Pamiątkowie, podporucznik rezerwy, zmobilizowany w 1939 roku należał do 14. Dywizji Piechoty. Trafił do sowieckiej niewoli, uwięziony w obozie w Kozielsku, następnie zamordowany w Katyniu.
Jan Bocian (1895-1919) – powstaniec wielkopolski, w szeregach batalionu poznańskiego Stanisława Śliwińskiego brał udział w walkach pod Szubinem, gdzie zmarł w wyniku odniesionych ran. Pochowany na cmentarzu w Cerekwicy.

## Zabytki
W rejestrze zabytków Narodowego Instytutu Dziedzictwa umieszczono park dworski z XIX wieku.